# Сакр ибн Мухаммад аль-Касими
Шейх Сакр ибн Мухаммад аль-Касими (араб. صقر بن محمد القاسمي‎; около 1918—1920[a] — 27 октября 2010 года) — эмир Рас-эль-Хаймы, эмирата на берегу Персидского залива, с 1948 по 2010 год. 10 февраля 1972 года, под его руководством, Рас-эль-Хайма стала седьмым членом Договорного Омана, вошедшим в Объединенные Арабские Эмираты.
Он стал правителем Рас-эль-Хаймы 17 июля 1948 года, когда сверг своего дядю и тестя[б] шейха Султана II ибн Салима аль-Касими в ходе бескровного государственного переворота. Сакр выслал низложенного султана в Шарджу. На момент его смерти в 2010 году, Сакр был старейшим правящим монархом, его возраст составлял около 90 лет.

## Ранняя биография
Шейх Сакр родился в городе Рас-эль-Хайма, где он воспитывался у своего отца, шейха Мухаммада ибн Султана, который правил эмиратом как регент от имени своего больного и парализованного отца Салима ибн Султана эль-Касими в 1917—1919 годах. Однако, после смерти Мухаммада ибн Султана его младший брат Султан ибн Султан взял власть в свои руки. Султан ибн Султан аль-Касими был признан англичанами в качестве правителя Рас-эль-Хаймы в 1921 году.

## Приход к власти
Шейх Сакр ибн Мухаммад Аль Касими стал правителем эмирата Рас-эль-Хайма 17 июля 1948 года, когда в ходе бескровного переворота сверг Султана II ибн Салима аль-Касими, который якобы пренебрегая своими подданными и сея между ними разлад, тайно подписал нефтяные концессии с британской компанией British company PCL (Petroleum Concessions Ltd).
В первые годы у власти Сакр столкнулся с необходимостью решить сложную проблему, связанную с племенем Шихух, находившемся под влиянием султана Маската, но традиционно жившим в горных и прибрежных районах Рас-эль-Хаймы, например, в ранее непокорной деревне Шаам. В итоге Шихух, а также племена Зааб в Джазират-эль-Хамре и Танаидж в Рамсе были взяты под контроль Рас-эль-Хаймы военным путём.

## Политика и присоединение к ОАЭ
После получения контроля над всей территорией Рас-эль-Хаймы Сакр начал делегировать свою власть вождям племён, чтобы избежать дальнейшего кровопролития и облегчить сотрудничество с племенами. Эти племенные вожди выполняли роль посредников между шейхом Сакром и народом Рас-эль-Хаймы; ни один выходец из того или иного племени не мог встретиться с эмиром без разрешения соответствующего вали или шейха.
Шейх Сакр первоначально не поддержал включение Рас-эль-Хаймы в ОАЭ, когда те были образованы 2 декабря 1971 года. Причиной отказа стал спор с Ираном по поводу островов в Персидском заливе, которые до установления британского господства в регионе контролировались правителями Рас-эль-Хаймы и Шарджи. После эвакуации британцев и до создания ОАЭ, иранские военно-морские экспедиционные силы высадились на островах 30 ноября 1970 года. Шейх Сакр объявил условием вступления Рас-эль-Хаймы в ОАЭ обещания шейха Зайда ибн Султана Аль Нахайяна (эмира Абу-Даби), шейха Рашида ибн Саида аль-Мактума (эмира Дубая), что новое федеральное правительство ОАЭ поддержит претензии Рас-Эль-Хаймы на острова. После получения этих обещаний эмират Рас-Аль-Хайма присоединился к ОАЭ 10 февраля 1972 года.
Шейх Сакр назначил своего старшего сына, Халида ибн Сакра Аль-Касими, наследным принцем Рас-эль-Хаймы в 1974 году. 28 апреля 2003 года Сакр назначил другого своего сына, шейха Сауд ибн Сакра аль-Касими наследным принцем Рас-эль-Хаймы а Халида отправил в изгнание в город Маскат, столицу Омана. Впервые в ОАЭ наследный принц потерял своё право таким образом, и в этот период армия ОАЭ была развёрнута вокруг режимных объектов в Рас-эль-Хайме на случай беспорядков.
Халид был известен как сторонник прав женщин и прозападных реформ. Его жена, шейха Фавкаи аль-Касами, была драматургом и активным борцом за женские права.

## Смерть и преемственность
Шейх Сакр умер после продолжительной (несколько месяцев) болезни 27 октября 2010 года в районе Зааб в Абу-Даби. Наследный принц Сауд ибн Сакр аль-Касими стал его преемником. Халид ибн Сакр аль-Касими же разместил в сети видео, провозгласив себя правителем Рас-эль-Хаймы вскоре после смерти своего отца. Видео было частью более широкой кампании Халида, надеявшегося заручиться поддержкой США и региональных властей.
Сообщается, что Халид не пользовался большой поддержкой среди племён Рас-эль-Хаймы и лидеров других шести эмиратов. Верховный совет союза, состоящий из правителей 7 правителей эмиратов ОАЭ, в скором времени заявил о своей поддержке шейха Сауда в качестве преемника шейха Сакра. Сауд объявил 40-дневный траур после своего назначения.